# Roy Präger
Roy Präger (* 22. September 1971 in Zossen, Bezirk Potsdam, DDR) ist ein ehemaliger deutscher Fußballspieler.

## Leben
Präger beendete die Schule nach der 10. Klasse und absolvierte eine Ausbildung zum Industriemechaniker. Sein fußballerischer Werdegang begann 1978 bei der SG Kummersdorf / Fernneuendorf, von wo er 1981 zur BSG Motor Sperenberg wechselte. Dort spielte er, bis er 1985 zur BSG Stahl Brandenburg delegiert wurde. Dort blieb er bis zum Juni 1992. In dieser Zeit bestritt er drei Spiele in der DDR-Oberliga, fünf Aufstiegsspiele zur 2. Bundesliga (1 Tor) und 32 Spiele in der 2. Bundesliga (3 Tore).
Im Juni 1992 wechselte Präger zum SC Fortuna Köln, wo er von den Kollegen scherzhalber Chancentod genannt wurde, da er viele Anläufe für ein Tor benötigte. Für Köln spielte er bis 1995 104-mal in der 2. Bundesliga und erzielte 15 Tore. 1993 nahm Präger mit der Bundeswehr-Nationalmannschaft an der Militär-Weltmeisterschaft in Marokko teil und belegte den dritten Rang.
Im Juli 1995 schloss er sich dem VfL Wolfsburg an, mit dem er 1997 den Aufstieg in die Bundesliga schaffte. Präger spielte bis 1999 bei den Wölfen, für die er in 64 Zweitligaspielen elf Tore und in 62 Erstligaspielen 22 Tore schoss. Mit 14 Saisontreffern, darunter der erste Bundesligatreffer überhaupt für die Wolfsburger, war er maßgeblich am Klassenerhalt im ersten Bundesligajahr beteiligt.
1999 wechselte Präger zum Hamburger SV, dem er bis 2002 die Treue hielt. In dieser Zeit spielte er 83-mal in der Bundesliga (18 Tore), 6-mal in der Champions League (1 Tor) und 2-mal im UEFA-Pokal. Auch kam er zu einem Einsatz in der deutschen A-2 Nationalmannschaft. Jedoch konnte er sich nie wirklich etablieren, weshalb er 2002 zum VfL Wolfsburg zurückkehrte. Dort absolvierte er noch 28 Partien, in denen ihm zwei Tore gelangen.
Insgesamt spielte Roy Präger 173-mal in der 1. Bundesliga und 200-mal in der 2. Bundesliga. Ihm gelangen 42 Erst- und 29 Zweitligatore. Zum Saisonende 2004/2005 hat er seine Karriere als Profi-Fußballer beendet. Er ist seither Teammanager beim VfL Wolfsburg. Seit 2008 ist er im Marketingbereich der Wolfsburger tätig. Von September 2007 bis 2010 spielte er zudem als Innenverteidiger in der Wolfsburger Bezirksliga für den TSV Hehlingen. Danach beendete er mit 38 Jahren erneut seine aktive Laufbahn als Fußballer. Seitdem spielt er nur noch in der Traditionsmannschaft des VfL Wolfsburg sowie in der Altherrenmannschaft von SV Reislingen-Neuhaus. Seit 2011 ist er sportlicher Leiter der Fußballschule des VfL Wolfsburg.
Roy Präger wurde im Februar 1998 und im Dezember 2001 Torschütze des Monats. 1998 wurde er zudem zu Niedersachsens Fußballer des Jahres gewählt.
Zuletzt engagierte er sich als Botschafter für die Fußball-Weltmeisterschaft 2006 der Menschen mit Behinderung in Deutschland und war Botschafter der Stadt Wolfsburg für die Frauenfußball-Weltmeisterschaft 2011.
Präger ist verheiratet und hat eine Tochter (* 1999) und einen Sohn (* 2007).
Am 30. September 2002 (Staffel 03/Folge 03) hatte er einen kurzen Gastauftritt in der NDR-Serie Die Kinder vom Alstertal.